# A Lenda dos Guardiões (série de livros)
A Lenda dos Guardiões é uma série de livros do gênero fantasia escrita por Kathryn Lasky. A séria conta a história da coruja Soren (livros 1-6) e a história do rei das corujas, Coryn (livros 7-15). Além da série principal, existem outros livros que se passam no universo de Ga'Hoole. Os três primeiros livros da série foram adaptados para o cinema no filme A Lenda dos Guardiões, dirigido por Zack Snyder.

## Enredo
Soren é uma coruja jovem e inteligente, que vive na pacífica Floresta de Tyto. Um dia Soren cai do seu ninho e é capturado por corujas de S. Aegolius, um terrível lugar que hipnotiza filhotes. Lá conhece Gylfe uma coruja duende que se torna sua melhor amiga. Juntos sobrevivem ao piscar da lua e fogem de lá, rumo a Grande Árvore Ga`Hoole. Nessa jornada conhecem Crepúsculo e Digger, juntos chegam na Grande Árvore.

## Livros

### A Lenda dos Guardiões
1. Guardians of Ga'Hoole: The Capture (2003) no Brasil: A Captura (2010)
2. Guardians of Ga'Hoole: The Journey (2003) no Brasil:  A Jornada (2010)
3. The Rescue (2004) no Brasil:   O Resgate (2010)
4. The Siege (2004) no Brasil:  O Cerco (2010)
5. The Shattering (2004) no Brasil:  O Abalo (2010)
6. The Burning (2004) no Brasil:  O Incêndio (2011)
7. The Hatchling (2005) no Brasil:  O Filhote (2011)
8. The Outcast (2005) no Brasil:  O Rejeitado (2012)
9. The First Collier (2006) no Brasil:  O Primeiro Recolhedor (2013)
10. The Coming of Hoole (2006) no Brasil:  A Vinda de Hoole (2013)
11. To Be a King (2006) no Brasil:  Ser Rei (2013)
12. The Golden Tree (2007) no Brasil:   A Árvore Dourada (2013)
13. The River of Wind (2007) no Brasil:  O Rio de Vento (2013)
14. Exile (2008) no Brasil:  Exílio (2014)
15. The War of the Ember (2008) no Brasil:  A Guerra da Brasa (2014)

#### Prequela
- The Rise of a Legend

#### Guias da série
- A Guide Book to the Great Tree no Brasil: O Guia da Grande Árvore Ga’Hoole (2014)
- Lost Tales of Ga'Hoole no Brasil: Os Contos Perdidos de Ga’Hoole (2014)

#### Sériespin-off: Wolves Of The Beyond
- Lone Wolf no Brasil: Guardiões da Coragem 1 - Além da Sobrevivência
- Shadow Wolf no Brasil: Guardiões da Coragem 2 - A Escuridão
- Guardiões da Coragem 3 - O Fim do Mundo
- Livro 4 'Wolves Of The Beyond Spirit Wolf' Não lançado no Brasil.
- Livro 5 'Wolves Of The Beyond Frost Wolf'

Não lançado no Brasil.
- Livro 6 'Wolves Of The BeyondStar Wolf'

Não lançado no Brasil.

#### Sériespin-off: Bears of the Ice
Não lançado no Brasil.
- livro 1 'The Quest of the Cubs'
- livro 2 'The Den of Forever Frost'
- livro 3 'The Keepers of the Keys'